# Стар-Читак
Стар-Читак (болг. Стар Читак) — село в Болгарии. Находится в Кырджалийской области, входит в общину Ардино. Население составляет 20 человек.

## Политическая ситуация
В местном кметстве Боровица, в состав которого входит Стар-Читак, должность кмета (старосты) исполняет Надие Ахмед Топчу (Движение за права и свободы (ДПС)) по результатам выборов правления кметства.
Кмет (мэр) общины Ардино — Ресми Мехмед Мурад (Движение за права и свободы (ДПС)) по результатам выборов в правление общины.